# ویانزوونا
ویانزوونا (به لاتین: Wiązowna) یک روستا در لهستان است که در گمینا ویانزوونا واقع شده‌است. ویانزوونا ۹۸۰ نفر جمعیت دارد.